# Juan P. Esteban Chavarría
Juan Pascual Esteban Chavarría (Fustiñana, 27 de marzo de 1864–Zaragoza, 6 de julio de 1940) fue un abogado y escritor prolífico. Se destacó por su contribución histórico-literaria en torno a Navarra y sus fueros.

## Reseña biográfica
Nació en Fustiñana el 27 de marzo de 1864. En 1876 comenzó sus estudios de segunda enseñanza haciendo el primer curso en la academia de Castel-Ruiz de Tudela y los restantes hasta la terminación del grado de bachiller en el Instituto de Pamplona, siendo alumno interno del renombrado colegio de Huarte Hermanos.
En la Universidad de Zaragoza estudió en la Facultad de Derecho, licenciándose en Derecho Civil y Canónico el 17 de junio de 1885.  Realizó estudios de doctorado en Derecho en la Universidad Central (Madrid).
Durante toda su vida combinó su labor de escritor con la abogacía.  Su vida transcurrió en Pamplona, Madrid, Zaragoza, y su querida villa natal, Fustiñana, en la que fue elegido edil en 1930 y renunciando a los tres días, alegando su avanzada edad para no aceptar el cargo.
“Su nombre, ventajosamente conocido por los hijos de esta tierra, figura dignamente al lado de los Iturralde y Suit, Campión, Oloriz y otros patriotas preclaros.”
La revista La Avalancha lo definió como hombre independiente de todo partido político, leal a Navarra, sensatamente regionalista y netamente católico.

## Escritor

### Periodista
Sus escritos se publicaron en diversas rotativas de Tudela, Pamplona, Zaragoza y Madrid, principiando en El Eco de Navarra de Pamplona.
Mientras cursaba las asignaturas del doctorado en la universidad Central de Madrid, fue invitado a dirigir el diario vespertino El Liberal Navarro, que vio la luz en la capital navarra el 1 de abril de 1886 y que se mantuvo hasta el 31 de marzo de 1897, siendo su primer director durante el primer año de publicación. Para ello mudó su domicilio a la capital navarra.
En su pueblo natal, Fustiñana, gracias a una imprenta portátil que él financió, publicó, en colaboración con el ayuntamiento de la villa  "El Ideal de Fustiñana", periódico quincenal de la localidad, desde abril de 1926 hasta noviembre de1927.   También desde el verano de 1885 publicó "La Concordia" "periodiquito veraniego y escolar", (semanario de tipo pedagógico).  Antonio Pérez Goyena en su Ensayo de Bibliografía Navarra recoge que publicó también el folleto "El carlismo en Navarra", en 1887, siendo éste el primer libro publicado en Fustiñana.

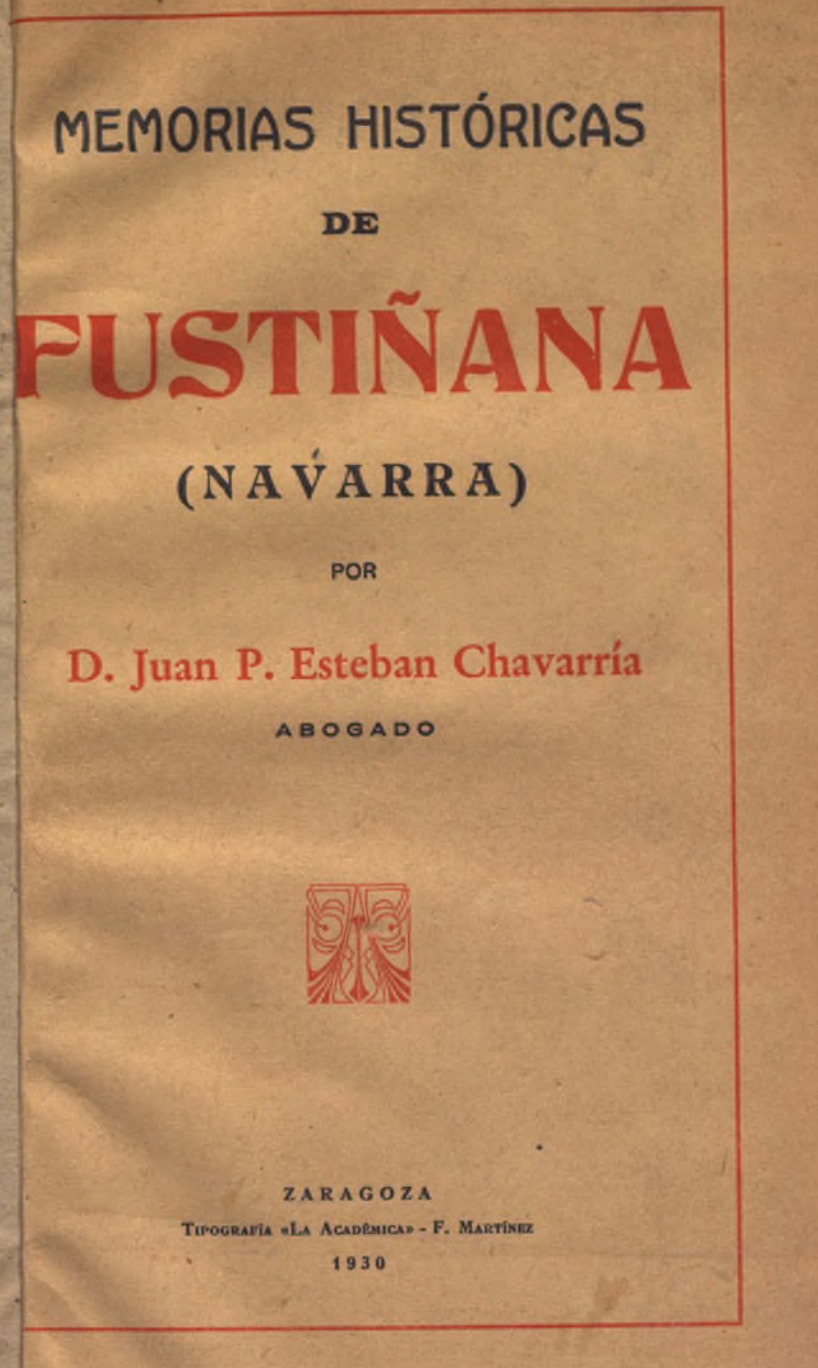
Memorias Históricas de Fustiñana

### Publicaciones sobre Fustiñana, su villa natal
- Reseña histórica de Fustiñana en la imprenta "Domingo de Castilla" de Tudela en 1881. Publicada por el ayuntamiento de Fustiñana.   Este primer trabajo recoge notas y apuntes que él había coleccionado en su periodo escolar.

- Fustiñana en la Historia.   Folletones publicados en el periódico local  “El Ideal de Fustiñana”.  Basado en las notas que tenía fue ampliando los temas con las investigaciones que fue realizando en archivos civiles y eclesiásticos

- Memorias históricas de Fustiñana,[11] Imprenta “la Académica” de Zaragoza, en 1930.   Recoge todo lo publicado en los folletones anteriores.

### Publicaciones sobre Navarra o sus fueros
El carlismo en Navarra, Imprenta La Concordia, Fustiñana 1887
Esbozos y moralejas o colección de fruslerías, nimiedades y bagatelas de grueso espesor. (colección de cuentos y relatos breves) Pamplona 1893
Paz y Fueros. Ensayo histórico dramático en prosa y tres actos cuya escena se desarrolla en Navarra en el siglo XIV, Pamplona, 1895   Este drama protagonizado por el infanzón de Obanos Juan Périz de Mamblas de Fostinnana, lo dedicó a su madre Cipriana Chavarría Vitas.

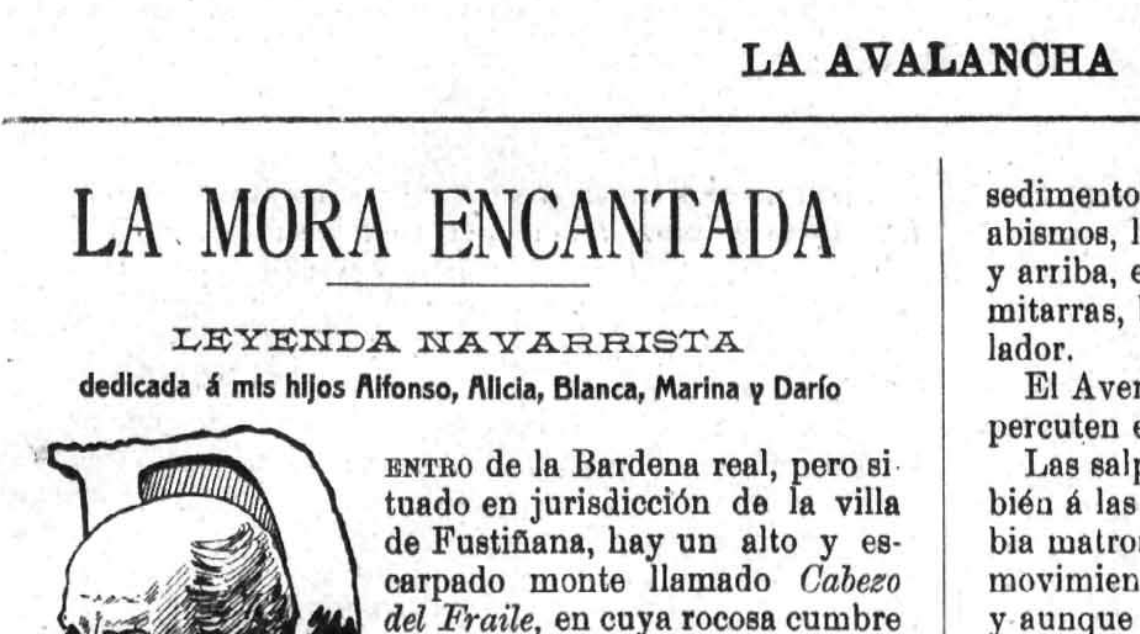
La mora encantada. La Avalancha. 08.05.1911

En la revista pamplonesa La Avalancha comenzó a publicar a partir de 1904. Dio noticia de las misiones apostólicas que los padres Sautu e Ibarreche dieran por toda la Ribera de Navarra en 1908; en el número del 8 de mayo de 1911 publicó el cuento «La mora encantada», leyenda ambientada en los restos que del castillo de Sancho Abarca quedan en el Cabezo del Fraile; en abril de 1917 volvió a escribir sobre su amadísimo castillo en el monográfico «La virgen de Sancho Abarca»; y el 12 de mayo de 1921, en el número especial sacado con motivo del cuarto centenario de la herida de san Ignacio en Pamplona, publicó el artículo «Rasgos de la patria: san Ignacio herido o el españolismo triunfante y el navarrismo glorificado»
En 1927 publicaba en la revista Euskalerriaren Alde el artículo «Utrinque Roditur» sobre la presencia de Aragón en la conquista de Navarra y en 1930, en la misma publicación, «Aragón por Navarra: defensa de Navarra por Aragón con motivo del peligro que le amenazó en la guerra de 1638 contra Francia“

En el Boletín de la Comisión de Monumentos Históricos y Artísticos de Navarra,  en 1921 había publicado una Historia del castillo de Sancho Abarca que tanto le fascinaba. En el tomo de 1924, en cambio, Esteban Chavarría publicó una extensa reflexión al hilo del concepto de historia, su importancia y su desarrollo en Navarra, así como sobre las condiciones necesarias que, en su opinión, debieran darse para la existencia de una historiografía de calidad en Navarra:
“La Historia es considerada generalmente, como una rama del saber encargada de estudiar cosas viejas o muertas y aun fosilizadas ya, sin realidad en la vida y más propia para distraer los ocios de gentes vacuas o desocupadas, que para servir de tema jugoso a los espíritus selectos.     Y sin embargo, se ha dicho, y así es verdad, que la Historia es maestra de la vida.  Cierto que la Historia analiza y descubre el pasado; ¿pero sería posible la cultura y el progreso sin la Historia que recoge uno y otra?.... …  La Historia para la humanidad viene a ser lo mismo que la memoria para el ser racional "
A pesar de los diversos artículos que Esteban Chavarría publicara en el citado Boletín de la Comisión de Monumentos de Navarra, nunca llegó a pertenecer a esta institución, y por ende, tampoco llegó a formar parte de la Asociación Euskara (1877-1897).

## Distinciones
1894, Medalla de Plata en los Juegos florares de San Sebastián con el trabajo:  Vis unita fortior: forma de organizarse los basco-navarros para alcanzar la reintegración de sus derechos constituyéndose agrupación común, trabajo que fue premiado y publicado en la revista de la asociación Euskalerria de Bilbao.
Primer Premio del Ayuntamiento de Pamplona en el Certamen literario con motivo del III centenario de El Quijote, en el que ganó por el trabajo remitido:  Don Quijote en la Ribera de Navarra. Apareció publicado en las páginas de la revista La Avalancha de Pamplona en 1907.
"La sombra del coloso", premiado por la asociación Euskalerriaren Alde con 75 pesetas y publicado en su revista homónima de 1924.